# ابله تمام‌عیار (فیلم ۱۹۷۰)
ابله تمام‌عیار (اسپانیایی: La tonta del bote‎) یک فیلم کمدی اسپانیایی است که در سال ۱۹۷۰ منتشر شد. این فیلم، بازسازی فیلمی دیگر به همین نام در سال ۱۹۳۹ بود.

## بازیگران
- لینا مرگان
- آرتورو فرناندس رودریگس
- خوزه ساکریستان
- ماریا آسکوئرینو
- کارمن مارتینس سیرا
- ماریا ایسبرت
- ماریسول آیوسو
- فلیکس دافائوسه